# Stazione di Vichy
La stazione di Vichy (in francese gare de Vichy) è la principale stazione ferroviaria di Vichy, Francia.